# Chanyut Thepchanthuek
Chanyut Thepchanthuek (thailändisch ชาญยุทธ เทพจันทึก, * 26. August 1998) ist ein thailändischer Fußballspieler.

## Karriere
Chanyut Thepchanthuek stand 2019 beim Bangmod FC unter Vertrag. Mit dem Verein spielte er in der Bangkok Premier League. Die Saison 2020/21 spielte er beim ACDC FC, einem Verein aus Sattahip, der in der vierten Liga spielte. Nach zwei Spieltagen wurde die Saison wegen der COVID-19-Pandemie unterbrochen. Während der Unterbrechung wurde vom Verband beschlossen, dass nach Wiederaufnahme des Spielbetriebs die dritte- und die vierte Liga zusammengelegt werden. Die dritte Liga wurde auf sechs Regionen aufgeteilt. ACDC spielte fortan in der Eastern Region der dritten Liga. Für ACDC absolvierte er vier Ligaspiele. Zu Beginn der Saison 2021/22 wechselte er zum ebenfalls in Sattahip beheimateten Zweitligisten Navy FC. Sein Zweitligadebüt gab Chanyut Thepchanthuek am 9. Oktober 2021 (7. Spieltag) im Heimspiel gegen den Kasetsart FC. Hier wurde er nach der Halbzeitpause für Suhaimi Matyadam eingewechselt. Das Spiel endete 0:0. Am Ende der Saison 2021/22 musste er mit der Navy als Tabellenletzter in die dritte Liga absteigen.